# Parigi-Roubaix 1976

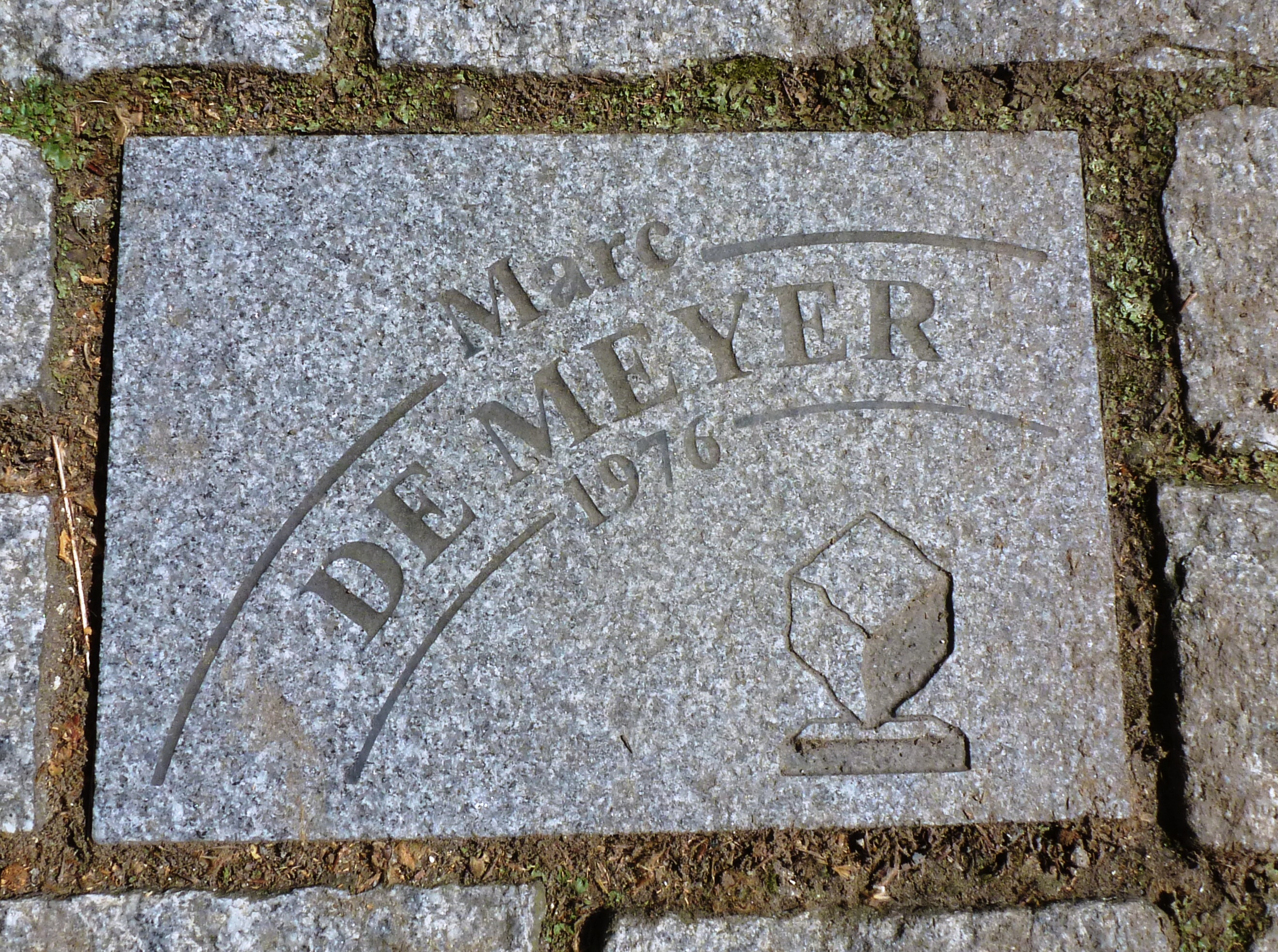

La Parigi-Roubaix 1976, settantaquattresima edizione della corsa, fu disputata l'11 aprile 1976, per un percorso totale di 270,5 km. Fu vinta dal belga Marc Demeyer, giunto al traguardo con il tempo di 6h37'41" alla media di 40,810 km/h davanti a Francesco Moser e Roger De Vlaeminck.
Presero il via da Compiègne 154 ciclisti, 38 di essi tagliarono il traguardo a Roubaix. La gara venne immortalata nel documentario En Forårsdag i Helvede ("Un giorno all'inferno") del regista danese Jørgen Leth.

## Ordine d'arrivo (Top 10)
| Pos. | Corridore                | Squadra    | Tempo   |
| ---- | ------------------------ | ---------- | ------- |
| 1    | Marc Demeyer             | Flandria   | 6h37'41 |
| 2    | Francesco Moser          | Sanson     | s.t.    |
| 3    | Roger De Vlaeminck       | Brooklyn   | s.t.    |
| 4    | Hennie Kuiper            | TI-Raleigh | s.t.    |
| 5    | Walter Godefroot         | Ijsboerke  | a 1'36" |
| 6    | Eddy Merckx              | Molteni    | s.t.    |
| 7    | Jan Raas                 | TI-Raleigh | s.t.    |
| 8    | Jean-Pierre Danguillaume | Peugeot    | s.t.    |
| 9    | Willy Teirlinck          | Gitane     | a 1'45" |
| 10   | Frans Verbeeck           | Ijsboerke  | s.t.    |